# 국군의무학교
국군의무학교(國軍醫務學校)는 대한민국 국군의 군사교육기관으로, 대전광역시 유성구에 위치하고 있다.

## 같이 보기
- 국군의무사령부